# Gonorynchus abbreviatus
Gonorynchus abbreviatus ist eine von fünf Arten der Gattung der Sandfische (Gonorynchus). Das Verbreitungsgebiet der Tiere umfasst den Nordwestpazifik (südliches Japan und Taiwan), das Japanische Meer, das Ostchinesische Meer und die Taiwan-Straße. Anzutreffen sind die Fische in Tiefen von 50 bis 100 Metern auf sandigem Meeresgrund der subtropischen Gewässer. 

## Merkmale
Gonorynchus abbreviatus wird maximal 31 Zentimeter lang, sein äußeres Erscheinungsbild ist langgestreckt, der Körper des Fisches ist braun, die Flossen sind weiß mit schwarzen Spitzen. Insgesamt besitzt der Fisch 54 oder 55 Wirbel im Rückgrat. Die Schuppen (mit caudalen Dörnchen, also Ctenoidschuppen) sind sehr klein: ~ 170 entlang der Seitenlinie, auf der nur jede dritte von einem Porus durchbohrt ist. Auch der Kopf ist (samtartig) beschuppt.
- Flossenformel; D 10, A 8, P 10-11, V 8, C 21 (+ einige kurze Vorstahlen). Einige Pylorusschläuche sind vorhanden.